# Berberis koreana
Berberis koreana este o specie de arbuști foioși care pot crește până la circa 1,5 m. Această specie este nativă din Coreea, nord-estul Chinei și în alte părți ale Asiei de Est.

## Răspândire
Berberis koreana este nativă în Coreea și Asia de Est și a fost introdusă în America de Nord ca plantă ornamentală.

## Habitat și ecologie
Berberis koreana este un arbust care poate tolera temperaturi scăzute de până la aproximativ −15 °C. De asemenea, B. koreana poate tolera o varietate de soluri diferite; poate trăi într-un sol bine drenat sau într-un sol umed. Această plantă suportă expunerea totală sau parțială în razele Soarelui, dar nu preferă să se afle în totalitate în umbră.

## Morfologie

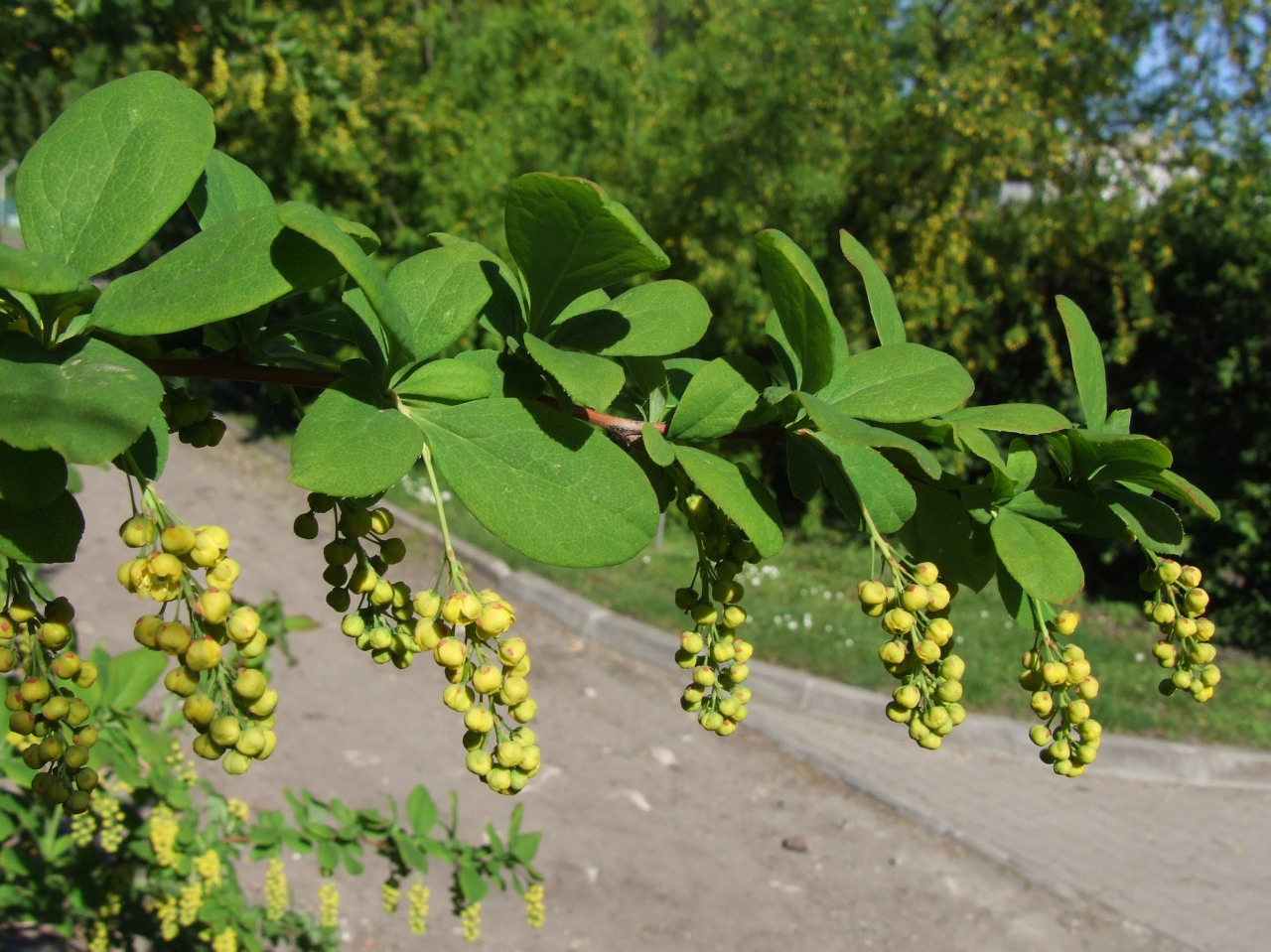
Berberis koreana înflorită, primăvara

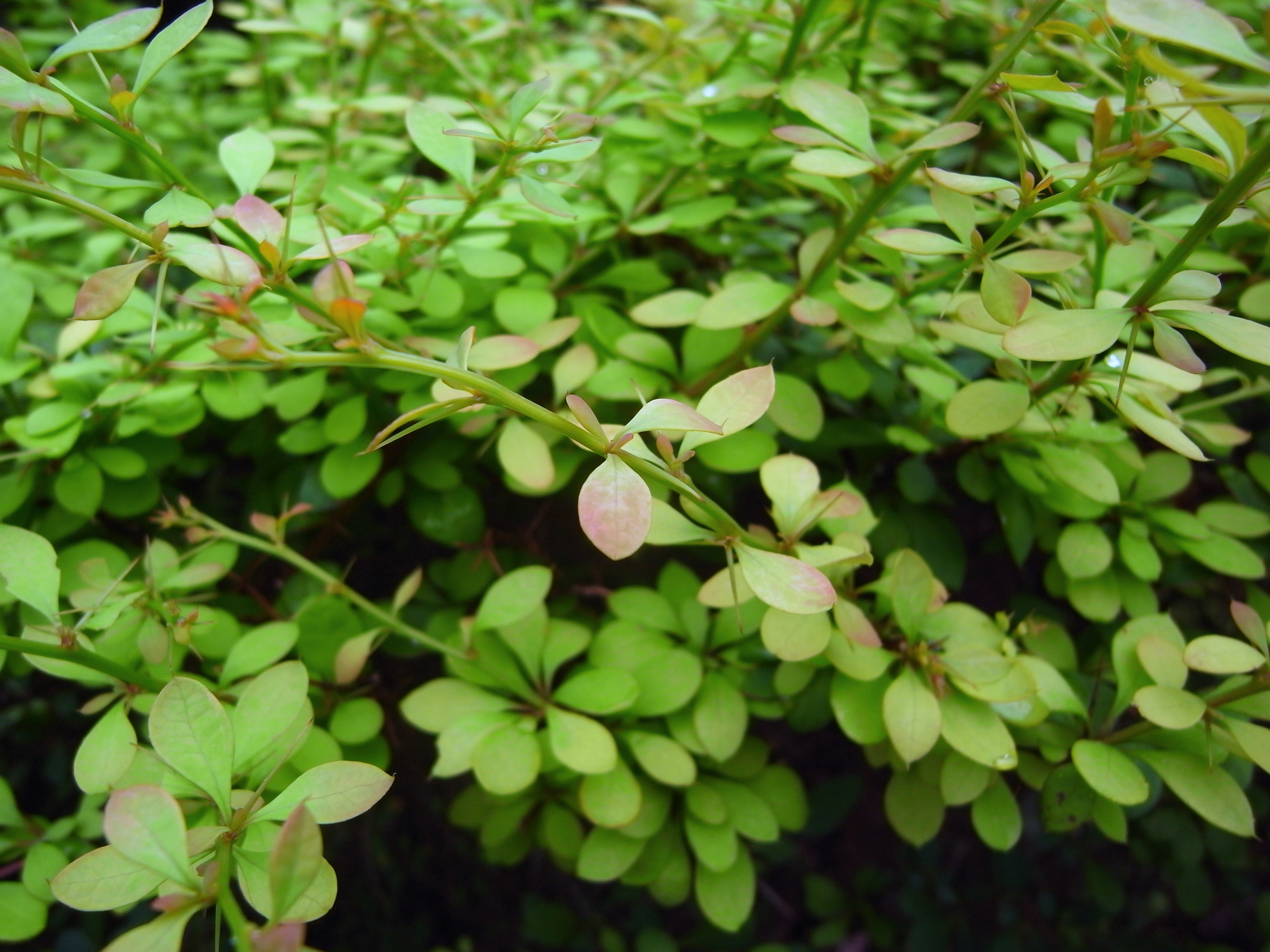
Berberis koreana

Fructele acestei specii de arbust sunt niște bace purpurii spre roșu. Marginile frunzelor sunt zimțate și au raceme pe crenguțe roșcate. Frunzele sunt simple, alternative, de formă eliptică sau ovală și sunt verzi.

### Flori și fructe

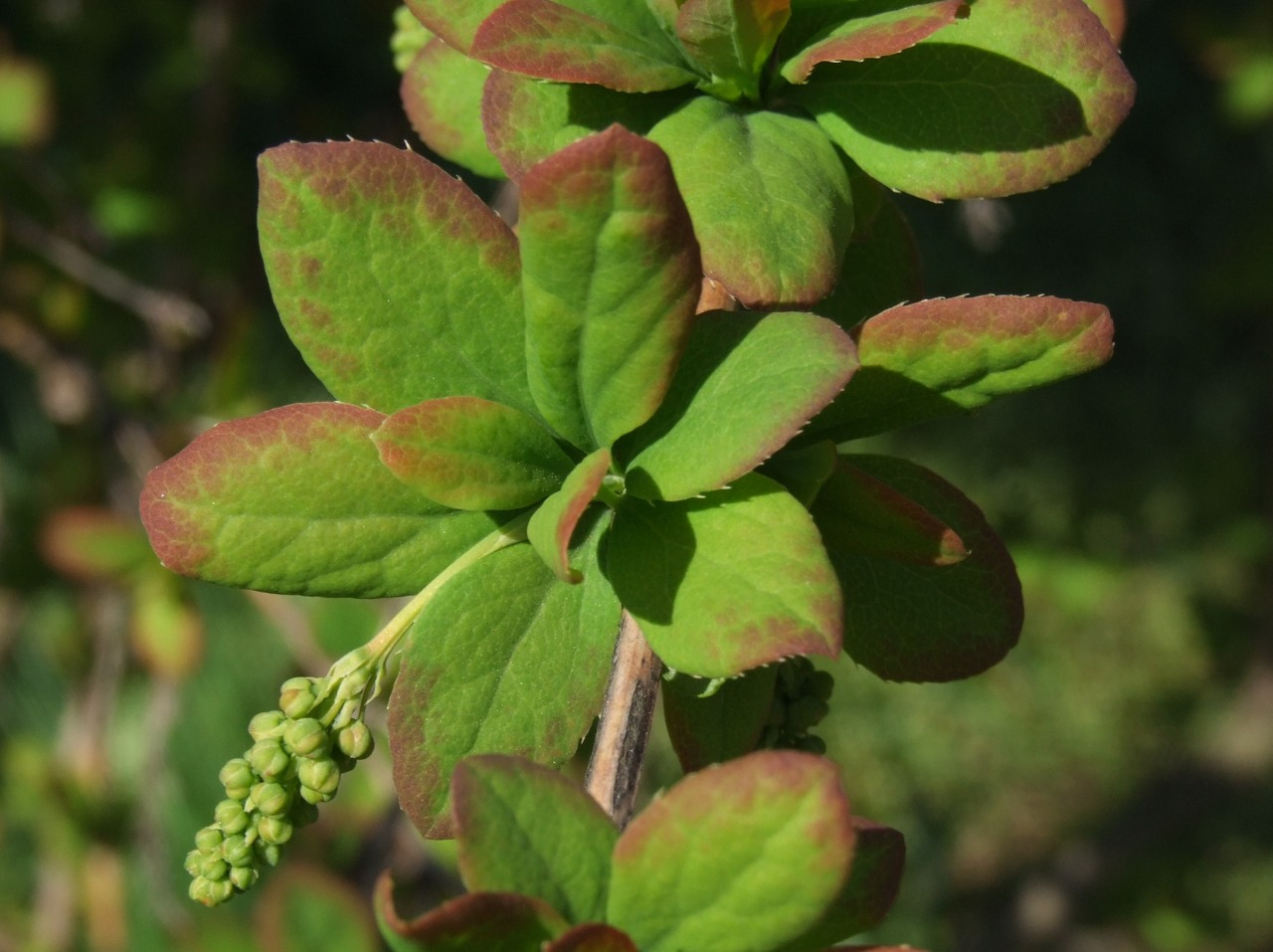
Berberis koreana

Berberis koreana are flori cu lungimea de circa 5,1 mm, adunate în grupuri și care au culoare galbenă atunci când înfloresc în primăvară. B. koreana are fructe bace în formă de ou, purpurii-roșii, cu lungimea de aproximativ 5,1–7,6 mm.

## Utilizări

### Ca hrană
Fructele acestei plante sunt comestibile, dar acre, și sunt folosite în gemuri și jeleuri. Cu toate acestea, consumarea fructului plantei B. koreana berries poate avea efecte adverse.

### Proprietăți medicinale
Nu s-au stabilit proprietățile medicinale ale fructului acestui arbust. Totuși, rădăcinile sunt folosite de indo-americani și coloniști pentru a trata deranjamentele stomacale, hemoragiile, tuberculoza și problemele de ochi. De asemenea, a fost spus, dar nu dovedit, că Berberis koreana poate fi folosită ca agent antibacterian.

### Intoxicare
Câteva specii din genul Berberis conțin alcaloizi. Toți acești alcaloizi au structura chimică foarte asemănătoare, dar afectează omul în mod negativ diferit. Efectele adverse nu sunt mortale și pot fi tratate.